# Mycobates cribelliger
Mycobates cribelliger är en kvalsterart som först beskrevs av Berlese 1904.  Mycobates cribelliger ingår i släktet Mycobates och familjen Punctoribatidae.

## Underarter
Arten delas in i följande underarter:
- M. c. cribelliger
- M. c. germanicus